# Eternul Derby (Albania)
Eternul Derby sau Cel mai vechi derby al Albaniei sunt numele acordate de către fani celei mai mari rivalități diin Albania, între cluburile KF Tirana și KS Vllaznia.

## Istorie
KF Tirana și KS Vllaznia au fost primele cluburi de fotbal înființate în Albania, în anii 1920, respectiv 1919. Rivalitatea a început atunci.
KF Tirana deține un avantaj-record de 25 de victorii diferență în Kategoria superiore, și un alt record de 20 de ani în care au dominat, tot în campionat. În Cupă, tot KF Tirana deține supremația.

## Totalul victoriilor / înfrângerilor

### Kategoria superiore
| Competiție          | Meciuri jucate | Tirana | Egal | Vllaznia | Tirana Goluri | Vllaznia Goluri |
| ------------------- | -------------- | ------ | ---- | -------- | ------------- | --------------- |
| Kategoria superiore | 169            | 77     | 40   | 52       | 232           | 192             |
| KF Tirana           | 86             | 51     | 18   | 17       | 143           | 81              |
| KS Vllaznia         | 83             | 26     | 22   | 35       | 89            | 111             |

### Cupa Albaniei
| Competiție    | Meciuri jucate | Tirana | Egal | Vllaznia | Tirana Goluri | Vllaznia Goluri | Egaluri câștigate de Tirana | Egaluri câștigate de Vllaznia |
| ------------- | -------------- | ------ | ---- | -------- | ------------- | --------------- | --------------------------- | ----------------------------- |
| Cupa Albaniei | 25             | 13     | 4    | 8        | 25            | 18              | 9                           | 6                             |

## Ultimele 20 de sezoane
| Sezon  | Primul meci    | Al doilea meci | Al treilea meci | Al patrulea meci | Meciuri       |
| ------ | -------------- | -------------- | --------------- | ---------------- | ------------- |
| 93-94  | 5-0            | 3-2            | -               | -                | 2             |
| 94-95  | 1-0            | 1-0            | -               | -                | 2             |
| 95-96  | 4-1            | 2-0            | -               | -                | 2             |
| 96-97  | 0-1            | 0-2            | -               | -                | 2             |
| 97-98  | 1-2            | 0-0            | -               | -                | 2             |
| 98-99  | 1-0            | 0-1            | -               | -                | 2             |
| 99-00  | 1-0            | 2-0            | -               | -                | 2             |
| 00-01  | 2-1            | 2-3            | -               | -                | 2             |
| 01-02  | 1-0            | 3-0            | -               | -                | 2             |
| 02-03  | 2-0            | 4-2            | -               | -                | 2             |
| 03-04  | 3-2            | 5-1            | 3-1             | 0-3              | 4             |
| 04-05  | 2-1            | 2-2            | 2-1             | 2-0              | 4             |
| 05-06  | 2-0            | 2-1            | 2-1             | 2-0              | 4             |
| 06-07  | 1-0            | 4-2            | 1-1             | -                | 3             |
| 07-08  | 0-0            | 5-1            | 1-4             | -                | 3             |
| 08-09  | 1-1            | 2-1            | 0-0             | -                | 3             |
| 09-10  | 0-1            | 1-2            | 1-0             | -                | 3             |
| 10-11  | 0-2            | 0-0            | 0-1             | -                | 3             |
| 11-12  | 0-0            | 2-2            | -               | -                | 2             |
| 12-13  | 1-0            | 1-0            | -               | -                | 2             |
| 13-14  | 0-2            | 1-1            | 2-1             | -                | 3             |
| 14-15  | 1-1            | 1-0            | 1-0             | 2-1              | 4             |
| Total: | Goluri: 91- 52 | 35 de victorii | 11 egaluri      | 12 înfrângeri    | 58 de meciuri |